# Superlumineszenzdiode
Eine Superlumineszenzdiode (SLED oder SLD) ist ein Bauelement der Optoelektronik und entspricht vom Aufbau her einer Laserdiode aber ohne Resonator. Ihre Strahlung basiert auf der sogenannten verstärkten spontanen Emission und vereinigt die Helligkeit von Laserdioden und die geringe Kohärenz von Leuchtdioden, was gleichbedeutend mit einer größeren optischen Bandbreite der emittierten Strahlung ist.
Die Superlumineszenzdiode wurde 1986 von Gerard A. Alphonse bei der Radio Corporation of America (RCA Labs) entwickelt. Sie dient als Lichtquelle unter anderem in Faserkreiseln und im Bereich der optischen Kohärenztomografie.

## Aufbau
SLEDs basieren wie Laserdioden auf einem p-n-Übergang und werden in Durchgangsrichtung betrieben. Die emittierte mittlere Wellenlänge basiert auf dem Bandabstand und kann durch Auswahl unterschiedlicher Halbleiterwerkstoffe wie Indiumarsenid (InAs), Indiumgalliumarsenid (InGaAs) oder Indiumphosphid (InP) beeinflusst werden. Im Gegensatz zu Laserdioden besitzen SLEDs keinen Resonator, welcher eine optische Rückkopplung mittels Spiegel darstellt. Bei SLEDs wird durch den konstruktiven Aufbau und durch zusätzlich aufgebrachte antireflektive Beschichtung die optische Resonanz vermieden. Superlumineszenzdioden stellen optische Verstärker ohne Eingangssignal dar, welche durch spontane Emission erzeugtes Licht durch stimulierte Emission im Inneren der SLED, das als Wellenleiter fungiert, optisch verstärken und ausstrahlen. Diese Funktion ist für das Bauelement namensgebend.
Superlumineszenzdioden werden häufig mit einer Photodiode zusammen in einem gemeinsamen Gehäuse untergebracht. Dabei ist die Photodiode, in diesem Fall auch als Monitordiode bezeichnet, optisch mit der SLED gekoppelt und dient dazu, die optische Leistung der SLED durch eine externe elektronische Schaltung konstant zu halten.